# Gaël Givet
Gaël Givet-Viaros (født 9. oktober 1981 i Arles, Frankrig) er en fransk tidligere fodboldspiller, der spillede som forsvarsspiller. Han repræsenterede blandt andet AS Monaco, Blackburn Rovers og Olympique Marseille, og havde adskillige optrædener på Frankrigs landshold.

## Klubkarriere
Givet startede sin seniorkarriere i år 2000 hos AS Monaco, hvor han spillede frem til år 2007. Han nåede at spille 178 ligakampe for klubben, og var med til at vinde liga cuppen i 2003 samt at nå finalen i Champions League i 2004. Efter syv år hos den monegasgiske klub blev Givet i 2007 solgt til Olympique Marseille.
Givet spillede i sin debutsæson i Marseille relativt fast på førsteholdet, men blev fra starten af sæsonen 2008-09 henvist til mere begrænset spilltid. Den 14. januar 2009 blev det offentliggjort, at den engelske Premier League-klub Blackburn Rovers havde sikret sig Givet på en seks måneder lang lejekontrakt. Han debuterede for klubben den 4. februar samme år i en FA Cup-kamp mod Sunderland A.F.C. I sommeren 2009 tilknyttede Blackburn Givet på permanent basis.

## Landshold
Givet nåede 13 kampe for det franske landshold, som han debuterede for i et opgør mod Bosnien Herzegovina den 18. august 2004. Han blev senere af landstræner Raymond Domenech udtaget til VM i 2006 i Tyskland, hvor holdet nåede finalen.

## Titler
Fransk Liga Cup
- 2003 med AS Monaco